# Джон Корбет
Джон Джоузеф Корбет (на английски: John Joseph Corbett) (роден на 9 май 1961 г.) е американски актьор и кънтри певец. Най-известен е с ролите си на Крис Стивънс и Ейдън съответно в сериалите „Лекар в Аляска“ и „Сексът и градът“, както и с тази на Иън Милър във филма „Моята голяма луда гръцка сватба“.

## Личен живот
До 2020 г. не се е женил, самият той казва, че не се вижда като семеен мъж с деца. От 2002 г. има връзка с актрисата и модел Бо Дерек., за която се жени през 2020 г. И двамата нямат деца.

## Избрана филмография
- „Моята голяма луда гръцка сватба 3“ (2023)
- „До всички момчета, които съм обичала преди“ (2018)
- „Моята голяма луда гръцка сватба 2“ (2016)
- „Съседското момче“ (2015)
- „Рамона и Бийзъс“ (2010)
- „Сексът и градът 2“ (2010)
- „Улични крале“ (2008)
- „Моята голяма луда гръцка сватба“ (2002)
- „Знак на съдбата“ (2001)
- „Вулкан“ (1997)
- „Тумбстоун“ (1993)